# Волчья квинта

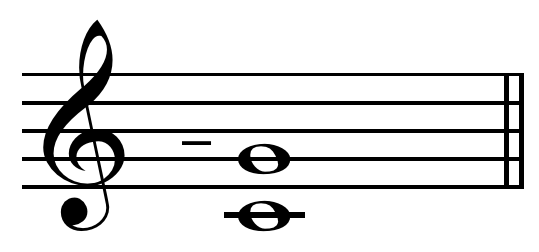

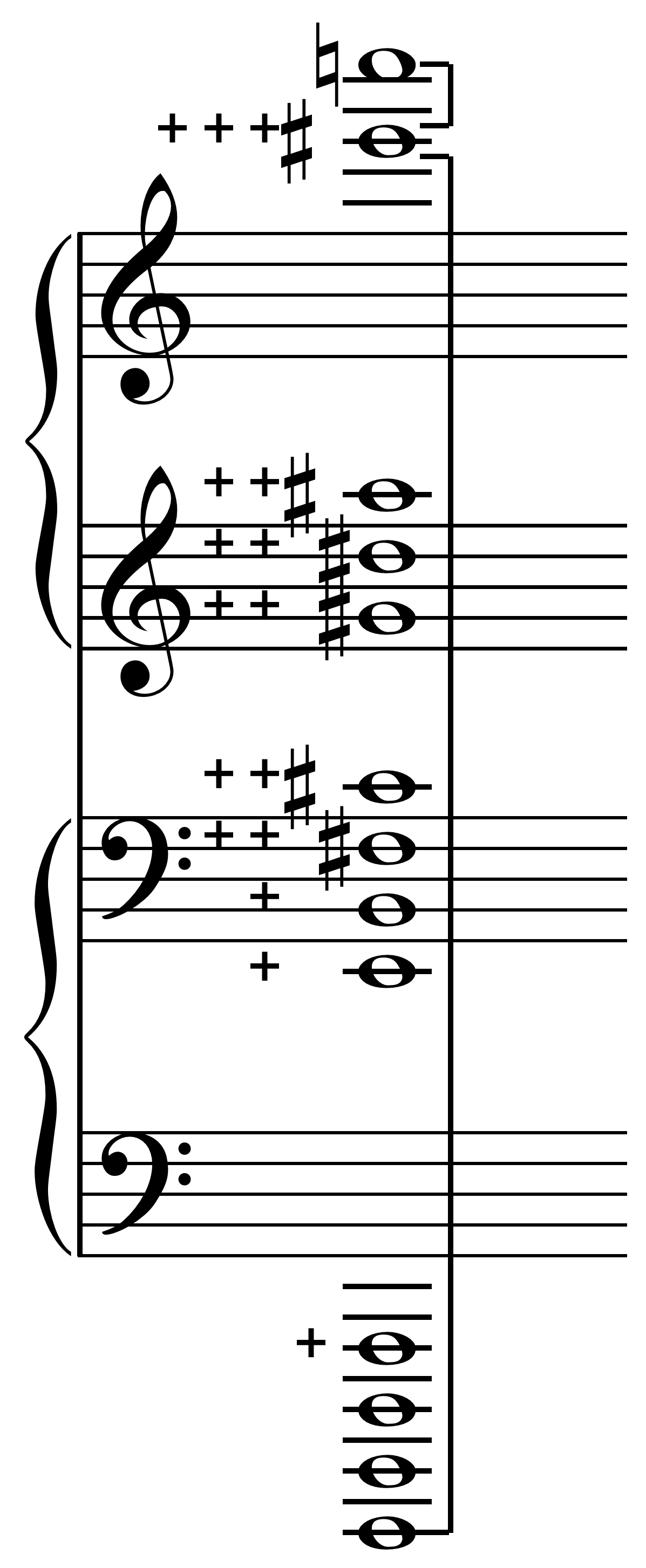
Пифагорейская волчья квинта как одиннадцать натуральных чистых квинт

Волчья квинта (нем. Wolfsquinte), часто сокращённо волк (нем. Wolf) — неприятный звуковой эффект, возникающий на клавишных инструментах (органе, клавесине), настроенных в системе среднетоновой темперации и других системах неравномерной темперации. Сильные биения, слышимые при взятии некоторых двузвучий (чаще других квинты gis/as-dis/es) в таких настройках, напоминают волчий вой — отсюда термин.

## Пифагорейская волчья квинта
При использовании пифагорейского строя ступени 12-ступенного звукоряда определялись с помощью наложенных друг на друга чистых квинт. После двенадцати шагов (каждый из которых определял одну из ступеней) основной тон должен был бы повториться через семь октав. На самом деле двенадцать квинт превосходят семь октав на пифагорейскую комму. Чтобы замкнуть квинтовый круг, один из квинтовых шагов приходилось делать меньше на пифагорейскую комму. От такого сужения последняя квинта получала ощутимый на слух дефект.
Волчья квинта имеет следующие соотношения частот:
{\displaystyle {\frac {2^{7}}{\left({\frac {3}{2}}\right)^{11}}}={\frac {2^{18}}{3^{11}}}={\frac {262144}{177147}}\approx {\frac {2{,}9596}{2}}\approx 678{,}50} цента.
Пифагорейская волчья квинта меньше чистой квинты (соотношение частот 3 : 2 ≈ 701,955 цента) на ≈ 23,46 цента (пифагорейскую комму) и меньше равномерно темперированной квинты (700 центов) на ≈ 21,50 цента.

## Среднетоновая волчья квинта
В среднетоновом строе также есть одна квинта, которую старались не использовать (чаще всего Gis-Dis). По аналогии с пифагорейским строем её тоже иногда называют волчьей квинтой. Эта квинта больше (шире) чистой и ближе к малой сексте.
Соотношение частот:
{\displaystyle {\frac {{\frac {64}{27}}\cdot \left({\frac {81}{80}}\right)^{0,75}}{\frac {25}{16}}}\approx {\frac {49}{32}}\approx 737{,}64} цента.
Среднетоновая волчья квинта превосходит чистую квинту на ≈ 35,68 цента, больше равномерно темперированной квинты на ≈ 37,64 цента и больше среднетоновой квинты на ≈ 41,06 цента.

## Равномерно темперированный строй
Композиторы XVII и отчасти XVIII века, которые писали многоголосную музыку для инструментов с фиксированным строем (прежде всего, для органа и клавесина), стремились избегать «волчьего» интервала. Проблема приобрела особенную остроту в связи с массовым распространением инструментов с фиксированным строем. Окончательно она разрешилась лишь в XIX веке с установлением в качестве нормы равномерно темперированного строя, в котором все полутоны хроматической октавы были темперированы (сужены) на одну и ту же, почти незаметную для слуха, небольшую величину.